# Globus Toolkit
Globus Toolkit – zbiór narzędzi (framework) ułatwiających tworzenie usług pracujących w środowisku gridowym. 
Globus Toolkit jest otwartym oprogramowaniem przygotowanym w C i Javie, rozwijanym przez Globus Alliance oraz szereg innych developerów. Przeznaczony jest na systemy typu Unix, część oparta na Javie może być także uruchamiana na innych platformach obsługujących Java SDK.
Zespół
Globus Toolkit powstaje od lat 90. w zespole Iana Fostera (Argonne National Laboratory) oraz Carla Kessleman (Information Sciences Institute, University of Southern California). W zespole Fostera pracowało również kilka osób o polskich korzeniach: Jarek Gawor, Kate Keahey oraz Paweł Płaszczak. Niektórzy autorzy literatury książkowej która powstała o Globusie,  to wspomniani Foster, Kesselman, Płaszczak oraz Jarek Nabrzyski.
Wspierane standardy
- Open Grid Services Architecture (OGSA)
- Open Grid Services Infrastructure (OGSI) -- originally intended to form the basic “plumbing” layer for OGSA, but has been superseded by WSRF and WS-Management.
- Web Services Resource Framework (WSRF)
- Job Submission Description Language (JSDL)
- Distributed Resource Management Application API (DRMAA)
- WS-Management
- WS-BaseNotification
- SOAP
- WSDL
- Grid Security Infrastructure (GSI)